# Ernst Rothenbacher
Ernst Rothenbacher (* 25. August 1907 in Sigmaringen; † 10. September 1980 ebenda) war ein deutscher Politiker der CDU.

## Leben
Ernst Rothenbacher wurde am 25. August 1907 in Sigmaringen geboren. Er studierte Rechtswissenschaften und Volkswirtschaft an der Universität München. 1927 wurde er Mitglied des Corps Hercynia München. Von 1930 bis 1939 war er als Kaufmann in Argentinien, Frankreich, England und der Schweiz tätig. 1940 bis 1945 folgten Kriegsdienst und Kriegsgefangenschaft. Nach Ende des Zweiten Weltkriegs wurde er am 15. Juli 1945 durch die „Präsident von Hohenzollern - Abwicklungsstelle“ zum Regierungsrat ernannt. Am 20. Dezember 1945 erfolgte seine Bestellung zum kommissarischen Landrat des Kreises Sigmaringen. Zur Zeit der französischen Besatzung wurde Rothenbacher am 30. August 1946 durch das Direktorium der provisorischen Regierung des „Staatssekretariats für das französisch besetzte Gebiet Württembergs und Hohenzollerns“ in Tübingen zum Landrat ernannt unter Berufung in das Beamtenverhältnis auf Lebenszeit. 1948 gab es ein anonymes Verleumdungsschreiben an den Sigmaringer Landrat Rothenbacher. Nachdem die Landkreisordnung für das Land Baden-Württemberg vom 10. Oktober 1955, die am 1. April 1956 in Kraft getreten war, die Landräte zu Beamten des Landkreises erklärt hatte (Wahlbeamte auf Zeit), sprach sich der Kreistag am 25. April 1956 gemäß § 54 der Landkreisordnung für das Verbleiben des bisherigen Stelleninhabers als Landrat aus. Gleichzeitig wurde er als Beamter des Landkreises zum Landrat bestellt mit einer Amtszeit von zwölf Jahren (24. April 1968). Rothenbacher trat zum 30. April 1967 in den Ruhestand. Er ist am 10. September 1980 in Sigmaringen gestorben.